# Prostitución en el Líbano

Calle Hamra de Beirut, zona concurrida de la capital con pubs y bares que el pasado era frecuentada por prostitutas.

La prostitución en el Líbano es nominalmente legal y está regulada. Sin embargo, no se expiden licencias desde 1975. En el Líbano moderno, la prostitución tiene lugar de forma semioficial a través de los «superclubes nocturnos», e ilegalmente en las calles, bares, hoteles y burdeles. ONUSIDA estimó en 2016 que había cerca de 4200 prostitutas en el país. Se conocen y persiguen los casos de prostitución infantil, pero no se toman medidas para rehabilitar a estos menores. El tráfico sexual es un problema en Líbano.

## Visión general del problema
En el país hay prostitución callejera. Las prostitutas son principalmente libanesas o sirias. También hay prostitución en los bares, sobre todo en la zona de Hamra de Beirut y en Maameltein (Joünié). Los bares tienen licencia, pero no para ejercer la prostitución. Suelen tener habitaciones «secretas» al fondo y las mujeres, en su mayoría egipcias, sirias y sudanesas, están controladas por una «mamá». Mantienen sus licencias de licor y se hace la vista gorda a las actividades ilegales gracias a los sobornos a la policía.
Algunas prostitutas libanesas trabajan por su cuenta en hoteles o apartamentos alquilados.
La prostitución masculina también está aumentando en el país.

### Superclubes nocturnos

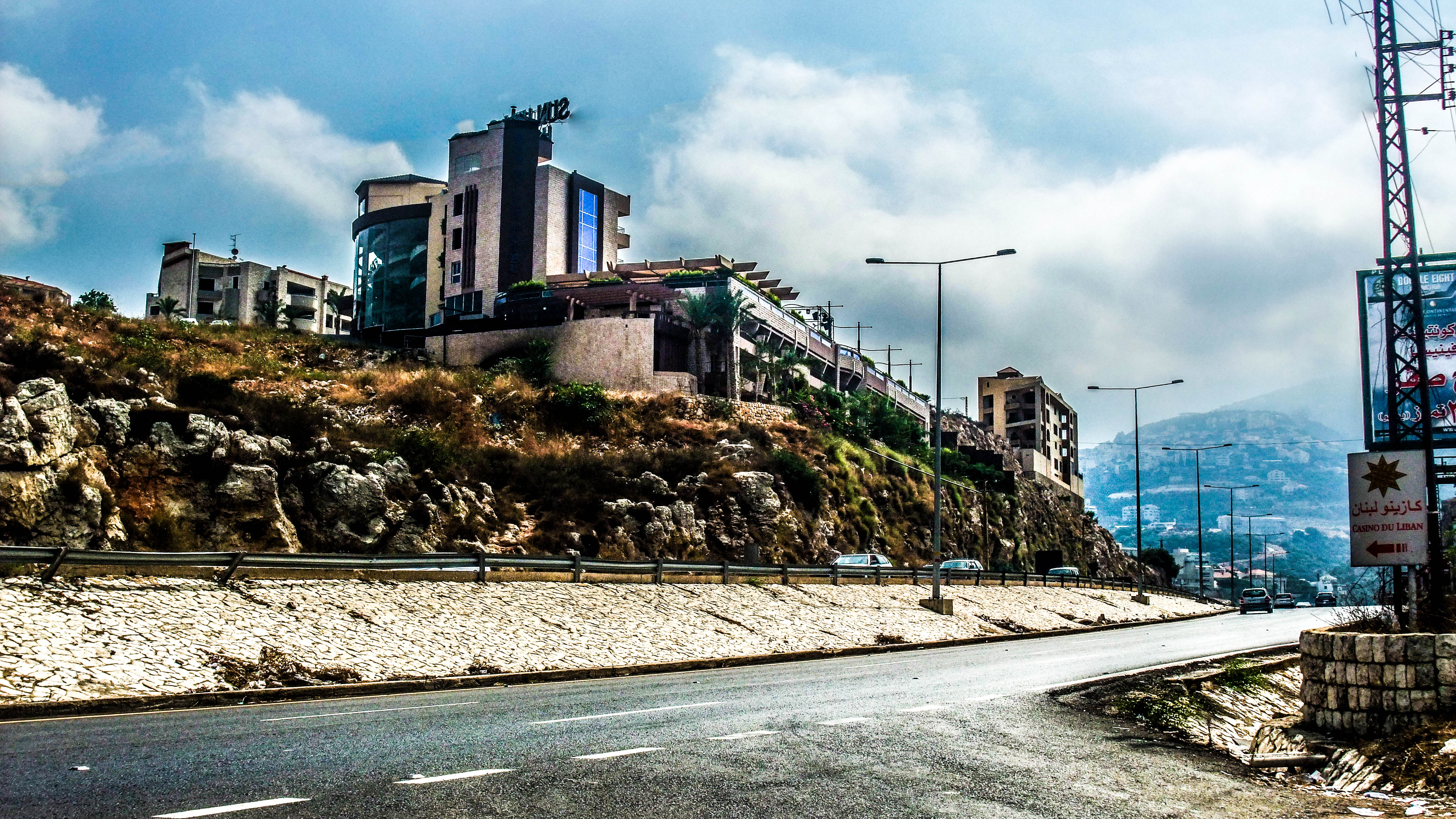
Visión de Maameltein, en Joünié, al norte de Beirut, donde abundan los llamados superclubes y los casinos.

Los llamados superclubes nocturnos sirven como lugares de presentación entre prostitutas y clientes. Los clientes pueden charlar con una «artista» si compran una botella de champán. Durante la charla, puede acordarse una «cita» para el día siguiente. No se permiten servicios sexuales en el local, y la mujer negocia su propio precio por la «cita».
Los clubes funcionan con el consentimiento implícito de la Sûreté Générale (Dirección General de Seguridad General), que establece normas estrictas. Las mujeres que trabajan en los clubes deben ser extranjeras; las libanesas no pueden entrar. Las mujeres inmigrantes deben tener un contrato para entrar en el país, y se les expide un visado de «artista», al que se imponen condiciones estrictas.
Las mujeres deben estar en el club entre las 20 horas y las 5 horas de la mañana siguiente. La Sûreté o la policía pueden entrar en el club en cualquier momento para comprobar que todas las artistas están presentes. Las mujeres deben vivir en una habitación de hotel, a menudo contigua o en el mismo edificio que el club. Deben estar en el hotel desde que acaban de trabajar (5 de la mañana) hasta la 1 de la tarde. Después de las 13 horas, pueden salir del hotel en una «cita». El número de teléfono y la matrícula del coche del cliente deben registrarse cuando las mujeres abandonan el hotel.
Hay unos 130 clubes, principalmente en Maameltein. Muchas de las mujeres que trabajan en ellos son de origen europeo oriental y norteafricano. 11 284 mujeres entraron en Líbano bajo el programa «artiste» en 2016, más del doble de las que entraron bajo este programa en 2015. Sus visados de «artiste» no superan los seis meses, y son deportadas si se las sorprende sobrepasando el plazo de su visado.

## Historia
En 1931, mientras el país estaba bajo control francés, una nueva ley reguló la prostitución. Las prostitutas debían estar registradas y sólo podían trabajar en burdeles autorizados. Para obtener una licencia, debían ser mayores de 21 años, no ser vírgenes y haber pasado un reconocimiento médico. La ley penalizaba el trabajo en cualquier otro lugar. También penalizaba a cualquiera que facilitara el trabajo al margen de los requisitos de la licencia.
Al comienzo de la guerra civil libanesa, en 1975, todos los burdeles con licencia estaban situados cerca de la Plaza de los Mártires, en el distrito de Zeitoun, en el centro de Beirut. Todos estos burdeles fueron destruidos durante los combates. Desde entonces no se han concedido licencias ni a prostitutas ni a burdeles.
Al no concederse licencias, los burdeles funcionaron ilegalmente hasta que en 1998 se aprobó una nueva ley que penalizaba los negocios que ofrecían habitaciones para el comercio sexual.
Los «super clubes nocturnos» eran originalmente clubes nocturnos normales que atendían al turismo en la década de 1960. Cerraron durante la Guerra Civil, y tras el fin de la guerra no había suficientes turistas para hacerlos viables. El modelo de negocio se cambió al formato actual y los clubes volvieron a abrir.

## Guerra civil siria
La guerra civil siria ha provocado una afluencia de refugiados sirios al comercio sexual en Líbano, siendo las mujeres y niñas de este país muy vulnerables al tráfico sexual. Algunas refugiadas adultas han sido obligadas a prostituirse. Una red de prostitución forzada, dirigida por un proxeneta sirio, fue desmantelada en 2016 por la policía libanesa, que allanó los burdeles Chez Maurice y Le Silver, ambos situados en la zona de Maameltein, conocida por su barrio rojo en Joünié. La mayoría de las mujeres y niñas fueron reclutadas en Siria con falsas promesas de trabajo y sometidas a explotación sexual comercial, donde sufrieron abusos mentales, físicos y sexuales, así como abortos forzados.

## Tráfico sexual
Líbano es país de origen y destino de mujeres y niños sometidos a tráfico sexual y país de tránsito de mujeres y niños de Europa del Este sometidos a tráfico sexual en otros países de Oriente Medio. Mujeres de Europa del Este y del Norte de África entran en Líbano para trabajar en la industria del entretenimiento para adultos a través del programa de visados para artistas de Líbano, que mantiene una importante industria del sexo comercial y permite el tráfico sexual. Algunas mujeres de África Oriental y Occidental son objeto de tráfico sexual en Líbano.
Las mujeres y niñas sirias son muy vulnerables al tráfico sexual. Las niñas sirias son llevadas a Líbano para el tráfico sexual, a veces con el pretexto de un matrimonio precoz. Los proxenetas libaneses obligan a algunos refugiados LGBTI sirios a prostituirse.
La ley contra la trata de 2011 prohíbe todas las formas de trata de personas. Las penas prescritas para la trata con fines sexuales oscilan entre 5 y 15 años de prisión, penas suficientemente severas y proporcionales a las prescritas para otros delitos graves, como la violación.
En 2016, la unidad de lucha contra la trata de las fuerzas de seguridad interna (FSI) investigó 20 casos de presunta trata, en los que estaban implicadas 87 víctimas de explotación sexual y trata de menores, y remitió a 26 presuntos traficantes a la justicia. La Dirección General de Seguridad investigó 14 posibles casos de trata de personas en los que estaban implicados titulares de visados de artista, y remitió cuatro a las autoridades judiciales o policiales para que siguieran investigando.
La Oficina de Vigilancia y Lucha contra la Trata de Personas del Departamento de Estado de los Estados Unidos clasificó en 2017 a Líbano como país de «nivel 2».